# Hipoksja
Hipoksja (z gr. ὑπό pod i οξογόνο kwasoród, tlen; niedotlenienie) – niedobór tlenu w tkankach w stosunku do zapotrzebowania, wiodący do niedotlenienia organizmu. Dotyczy wszystkich stanów wywołanych niedostateczną zawartością tlenu we krwi tętniczej upośledzającą typowe procesy metaboliczne w obrębie tkanek (hipoksja hipoksemiczna). Wystąpienie hipoksji jest także możliwe w sytuacji, gdy zawartość tlenu w krwi tętniczej jest wystarczająca do zaspokojenia standardowego zapotrzebowania, ale niedobór jest wywoływany niewydolnością układu krążenia, który nie jest w stanie zapewnić prawidłowego przepływu krwi (hipoksja ischemiczna). Sytuacja taka może mieć miejsce przy wystąpieniu wstrząsu kardiogennego, ciężkich form zawału mięśnia sercowego, ale także zatrucia organizmu przez cyjanki, które zaburza funkcjonowanie układu przekazującego tlen w mitochondriach komórek (hipoksja histotoksyczna), czy też upośledzenia funkcji odbierania przez tkanki tlenu transportowanego przez krew (methemoglobina). Odpowiedzią komórki na hipoksję (niedotlenienie) jest ekspresja białek związanych z hipoksją, w tym czynnika transkrypcyjnego HIF-1 (ang. Hypoxia Induced Factor 1).